# Pierre van der Westhuyzen
Pierre Thomas van der Westhuyzen (* 18. August 2003 in Bellville, Südafrika) ist ein australischer Kanute.

## Karriere
Pierre van der Westhuyzen wuchs wie sein Bruder Jean in Kapstadt auf und vertrat international zunächst sein Geburtsland Südafrika, ehe er nach Gold Coast, Australien, zog und kurz darauf auch für Australien antrat. Außerdem begann er ein Studium der Versicherungsmathematik an der Bond University. Unter südafrikanischer Flagge trat er bei den Olympischen Jugend-Sommerspielen 2018 in Buenos Aires an.
Ab 2023 bildete er mit Riley Fitzsimmons, Jackson Collins und Noah Havard eine Mannschaft im Vierer-Kajak und gewann sogleich mit ihnen beim Weltcup in Posen die Silbermedaille auf der 500-Meter-Strecke. Einen weiteren Medaillengewinn verpassten sie als Vierte der Weltmeisterschaften 2023 in Duisburg nur knapp, sicherten mit dem Resultat aber einen Quotenplatz für die Olympischen Spiele in Paris. Bei den Spielen selbst trat der australische Vierer-Kajak in unveränderter Besetzung auf der 500-Meter-Distanz an. Nach Rang drei im Vorlauf und Siegen im Viertel- und Halbfinale erreichten die Australier den Finallauf, den sie in 1:19,84 min knapp im Fotofinish hinter Deutschland, dessen Kajak nach 1:19,80 min die Ziellinie überquerte, und vor den mit 1:20,05 min drittplatzierten Spaniern auf Rang zwei beendeten. Damit erhielten Van der Westhuyzen, Fitzsimmons, Collins und Havard die Silbermedaille.